# Osiedla Iłży

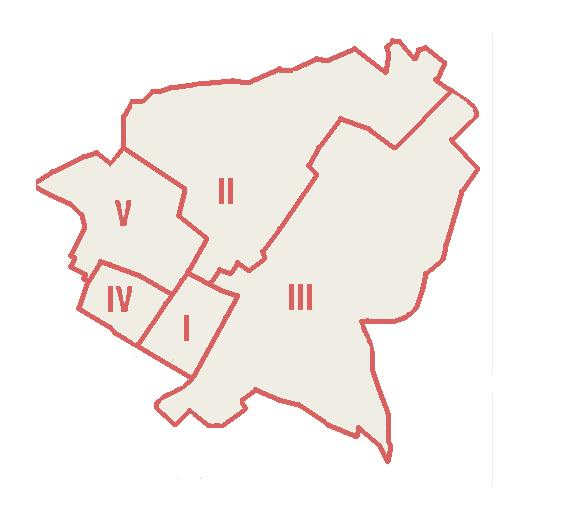
Mapa podziału administracyjnego Iłży na osiedla

Osiedla Iłży – dzielnice, osiedla oraz obszary zabudowy znajdujące się na terenie miasta Iłży, które posiadają znaczenie kulturowo-gospodarcze, a także administracyjne (lecz w innych granicach)

## Osiedla Iłży: kulturowo
Są to jedynie zwyczajowe, głęboko zakorzenione w świadomości mieszkańców części miasta.
- Os. Stanisława Staszica
- Os. Zuchowiec
- Os. Domów Jednorodzinnych
- Centrum
- Św Leonarda
- Kanonia
- Kluskowy Borek
- Zawady
- Biskupiec
- Stare Miasto
- Blich

## Osiedla: administracyjnie
Oficjalny podział miasta Iłży na dzielnice istnieje. Jest on określony w statucie gminy.
- Osiedle nr 1 – os. Staszica z przyległymi ulicami
- Osiedle nr 2 – część centrum i północna część miasta
- Osiedle nr 3 – część wschodnia miasta
- Osiedle nr 4 – os. Zuchowiec
- Osiedle nr 5 – zachodnia część miasta